# Great Witchingham
Great Witchingham ist ein Dorf und Civil parish in der Grafschaft Norfolk, etwa 18 km nördlich von Norwich.
Die Pfarrkirche St. Mary stammt aus dem 14. Jahrhundert und ist auf der Denkmalliste als Bauwerke von außerordentlicher Bedeutung (Grade I) eingetragen.